# Antonio Cañizares Llovera

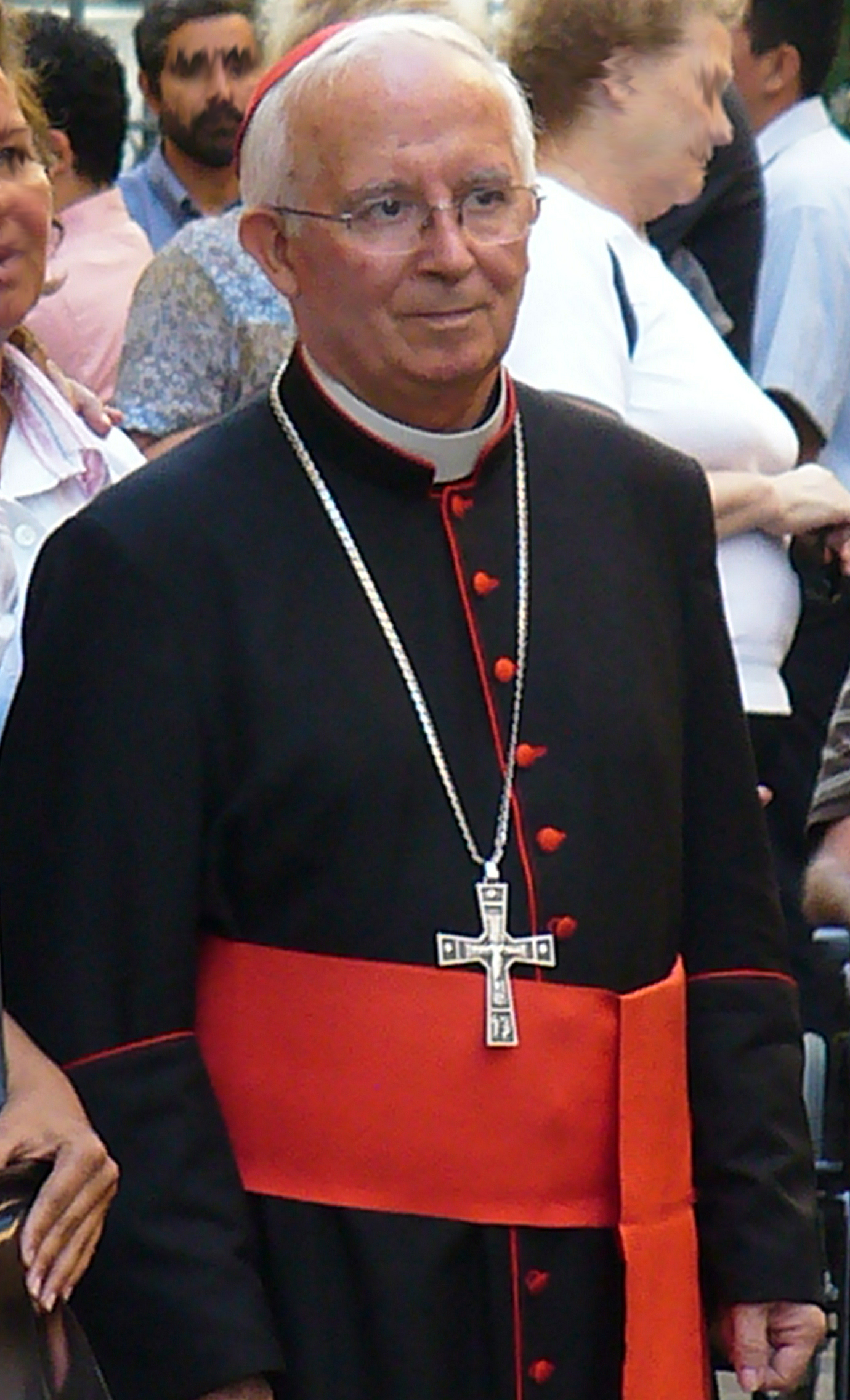
Antonio Kardinal Cañizares Llovera (2008)

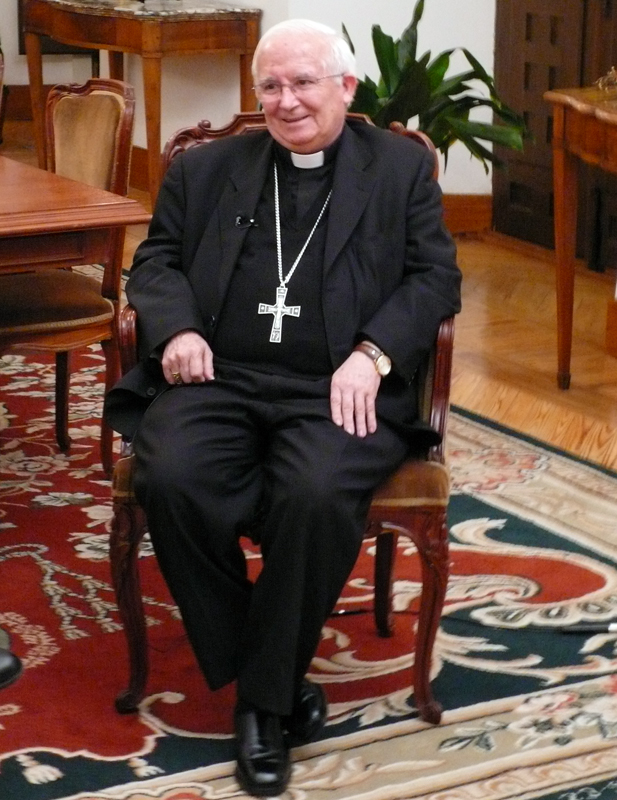
Antonio Kardinal Cañizares Llovera (2008)

Wappen von Kardinal Cañizares Llovera

Antonio Kardinal Cañizares Llovera (* 15. Oktober 1945 in Utiel) ist ein spanischer Geistlicher und emeritierter Erzbischof von Valencia sowie ehemaliger Kurienkardinal der römisch-katholischen Kirche.

## Leben
Nach dem Studium der Katholischen Theologie im Bischöflichen Priesterseminar in Valencia und der Päpstlichen Universität Salamanca promovierte er mit einer katechetischen Dissertation mit dem Titel „Santo Tomás de Villanueva, testigo dela Iglesia española del siglo XVI“ („Der heilige Thomas von Villanueva – Ein Zeuge der spanischen Kirche des 16. Jahrhunderts“) zum Doktor der Theologie und empfing am 21. Juni 1970 in Sinarcas das Sakrament der Priesterweihe. Anschließend wirkte er zunächst als Seelsorger in Valencia und wurde später Dozent für Katechese in Madrid, dann dort Professor für Fundamentaltheologie und schließlich Professor in Salamanca. 1985 wurde er Sekretär der Glaubenskommission der Spanischen Bischofskonferenz.
Am 6. März 1992 ernannte ihn Papst Johannes Paul II. zum Bischof von Ávila. Die Bischofsweihe spendete ihm der Apostolische Nuntius in Spanien, Erzbischof Mario Tagliaferri, am 25. April desselben Jahres. Mitkonsekratoren waren der Erzbischof von Madrid, Angel Kardinal Suquía Goicoechea, und der Erzbischof von Toledo, Marcelo Kardinal González Martín. Sein Wahlspruch ist Fiat voluntas tua („Dein Wille geschehe“) und entstammt dem Vaterunser. Am 10. Dezember 1996 ernannte ihn Johannes Paul II. zum Erzbischof von Granada, wo er am 1. Februar 1997 in sein neues Amt eingeführt wurde. Zusätzlich war er von Januar bis Oktober 1998 Apostolischer Administrator des Bistums Cartagena. Am 24. Oktober 2002 wurde er Erzbischof von Toledo. Mit der Übernahme dieses Amtes am 15. Dezember desselben Jahres wurde er gleichzeitig auch Primas von Spanien, da dieser Titel traditionell mit diesem Erzbistum verbunden ist.
Vom 8. März 2005 bis zum 4. März 2008 war er Vizepräsident der Spanischen Bischofskonferenz. Cañizares Llovera ist Gründer und erster Präsident der Gesellschaft Spanischer Katecheten, Mitglied der Europäischen Katecheten und Direktor der Fachzeitschrift Teología y Catequesis.
Nach dem Tod von Johannes Paul II. und der Wahl Joseph Ratzingers zum Papst wurde er in den Medien als dessen möglicher Nachfolger im Amt des Präfekten der Glaubenskongregation diskutiert. Papst Benedikt XVI. nahm ihn im Feierlichen Konsistorium am 24. März 2006 als Kardinalpriester mit der Titelkirche San Pancrazio in das Kardinalskollegium auf. Seine theologische Nähe zu Benedikt XVI. brachte ihm den Spitznamen „kleiner Ratzinger“ ein.
Am 9. Dezember 2008 ernannte ihn Benedikt XVI. zum Kardinalpräfekten der Kongregation für den Gottesdienst und die Sakramentenordnung. Gleichzeitig wurde er bis zur Amtseinführung seines Nachfolgers, Braulio Rodríguez Plaza, zum Apostolischen Administrator des Erzbistums Toledo berufen.
Nach dem Rücktritt Benedikts XVI. nahm Kardinal Cañizares am Konklave 2013 teil, in dem Papst Franziskus gewählt wurde.
Im Februar 2014 vertrat er den Papst bei den Feierlichkeiten zum 500-jährigen Bestehen des Bistums Santa María de la Antigua (heutiges Erzbistum Panama).
Am 28. August 2014 ernannte ihn Papst Franziskus zum Erzbischof von Valencia. Die Amtseinführung fand am 4. Oktober desselben Jahres statt.
Papst Franziskus nahm am 10. Oktober 2022 das von Antonio Cañizares Llovera aus Altersgründen vorgebrachte Rücktrittsgesuch an. Bis zur Amtseinführung seines Nachfolgers Enrique Benavent Vidal am 10. Dezember desselben Jahres verwaltete er das Erzbistum Valencia als Apostolischer Administrator.
Am Konklave 2025 nahm er aus gesundheitlichen Gründen nicht teil.

## Ansichten

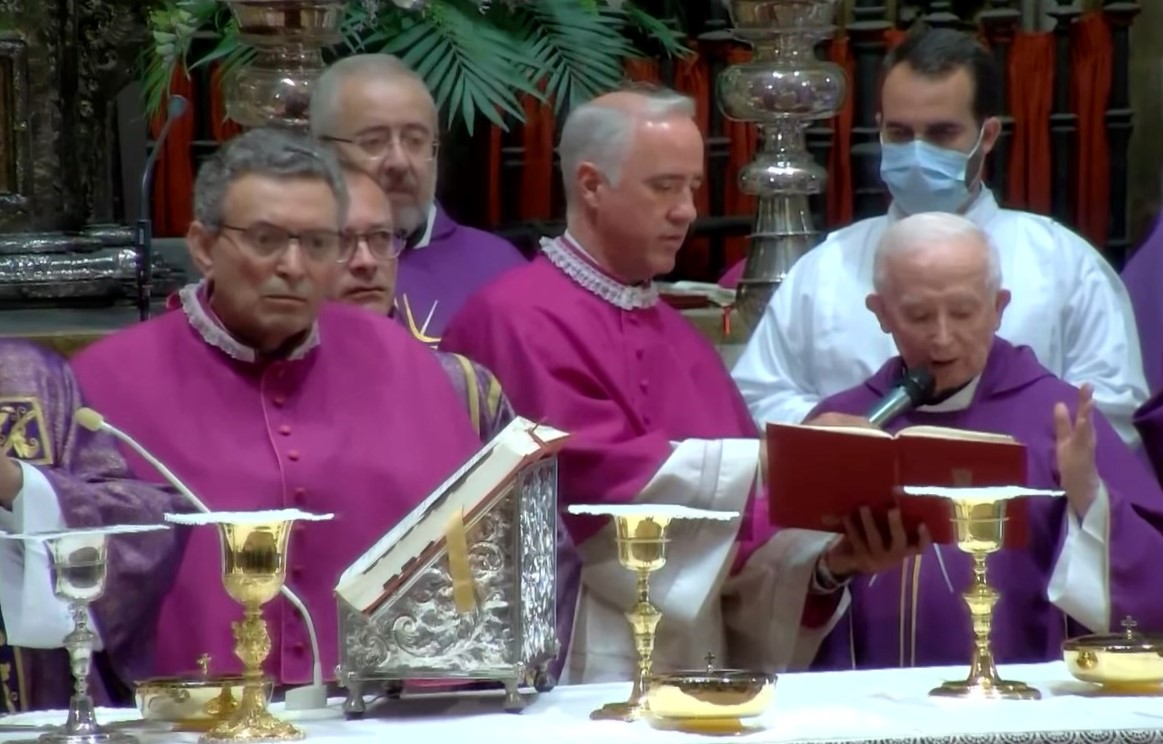
Kardinal Cañizares spricht bei der Beisetzung von Carlos Amigo Vallejo (2022)

In einem Interview mit dem katalanischen Fernsehsender TV3 bezeichnete er im Mai 2009 den aufgedeckten tausendfachen Missbrauch, der in katholischen irischen Kinderheimen „geschehen sein mag“, als absolut verurteilenswürdig. Die Kirche müsse sich dafür entschuldigen. Er sei aber nicht so schwerwiegend und nicht zu vergleichen mit den Millionen Leben, die durch Abtreibung zerstört wurden.
Cañizares beschuldigte die Regierung Zapatero vor 160.000 konservativen Demonstranten, mit ihrem „Radikal-Laizismus die Demokratie zu gefährden“. Die spanische Kirche sympathisierte vor der Parlamentswahl im März 2008 kaum verhohlen mit der oppositionellen Partei Partido Popular.
Kritik übte Kardinal Cañizares im Oktober 2015 an der europäischen Flüchtlingspolitik. Der Kardinal sprach von einer „Invasion der Einwanderer“, die sich als „trojanisches Pferd“ erweisen könnte. Sowohl die Geschichte als auch die Identität der Völker verdienten Respekt. Nachdem diese Äußerungen für heftige Kritik und Rücktrittsforderungen sorgten, vollzog Cañizares allmählich eine Anpassung seiner diesbezüglichen Position. Er fordert nun, dass Europa „seine Tore öffnet für jene, die nach Hilfe zum Überleben suchen“. Bereits 2018 hatte er im Erzbistum Valencia einen Mitarbeiterstab eingerichtet, der die Unterbringung von durch das Schiff Aquarius geretteten Flüchtlingen organisiert. Zu seinem 75. Geburtstag im Oktober 2020 wurde Kardinal Cañizares von spanischen Journalisten als wichtige Stütze der von Franziskus forcierten Reform der spanischen Kirchenhierarchie bezeichnet.

## Mitgliedschaften

### Spanische Bischofskonferenz
- 1996 bis 1999 Präsident der Unterkommission für die Universitäten
- 1999 bis 2008 Präsident der Kommission für Unterricht und Katechese

### Römische Kurie
Kardinal Cañizares Llovera ist Mitglied folgender Organisationen der Römischen Kurie:
- Kongregation für die Glaubenslehre (seit 1995, bestätigt 2006[11])
- Kongregation für die Bischöfe (seit 2009[12], bestätigt 2013[13])
- Kongregation für die Selig- und Heiligsprechungsprozesse (seit 2010[14], bestätigt 2013[15])
- Kongregation für die Evangelisierung der Völker (seit 2012)[16]
- Päpstliche Kommission Ecclesia Dei (seit 2006)[17]
- Päpstliche Kommission für Lateinamerika (bestätigt 2014)[18]
- Päpstliches Komitee für die Eucharistischen Kongresse (seit 2010)[19]

### Sonstige Organisationen
- Real Academia de la Historia (Königliche Akademie für Geschichte, seit 2008)